# Castell d'Arenós
El castell d'Arenós o de la Viñaza es troba al terme municipal de La Pobla d'Arenós, a la comarca de l'Alt Millars, País Valencià, al costat de l'embassament d'Arenós. És un Bé d'Interés Cultural, per declaració genèrica, amb codi: R-I-51-0011051, i anotació ministerial datada el 8 de maig de 2003.

## Història
La fortificació es troba al cim d'un promontori en el qual s'hi han excavat restes de ceràmiques de l'edat de bronze i de l'època ibera. El castell d'Arenós, però, és d'origen islàmic. La primera menció escrita hi apareix en un fur de Terol de 1177.
Va pertànyer al rei almohade de València, Abū Zayd, qui va esdevenir senyor de les terres de l'Alt Millars després de la conquesta de Jaume I. Convertit al cristianisme, va cedir el castell com a peça en el matrimoni de la seua filla Alda amb Blasc Ximénez d'Arenós fill de Ximén Pérez d'Arenós, cavaller aragonès i lloctinent del rei català, qui els va concedir el títol de barons d'Arenós. Dos segles després, el 1464, el monarca Joan II d'Aragó va confiscar la baronia a Jaume d'Arenós, a causa d'un enfrontament entre els dos, i la va lliurar, amb el títol de Vilafermosa, al seu fill Alfons. Els Arenós, però, van provar de resistir per les armes el 1476.

## El castell
Actualment, el castell d'Arenós es troba en un estat força deteriorat. S'hi poden observar dos recintes, amb restes islàmiques i cristianes. El recinte superior s'hi troba al centre del turó, sobre una plataforma de roques sortint que s'han adaptat amb maçoneria per conformar forma rectangular. En aquest espai s'alça una torre semicircular, amb sageteres. A l'altre extrem, hi ha una segona torre, quadrada, esmotxada parcialment i feta amb maçoneria i carreus angulars. Ambdues torres estan unides per cortines.

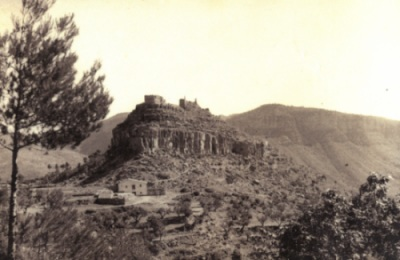
Fotografia antiga.
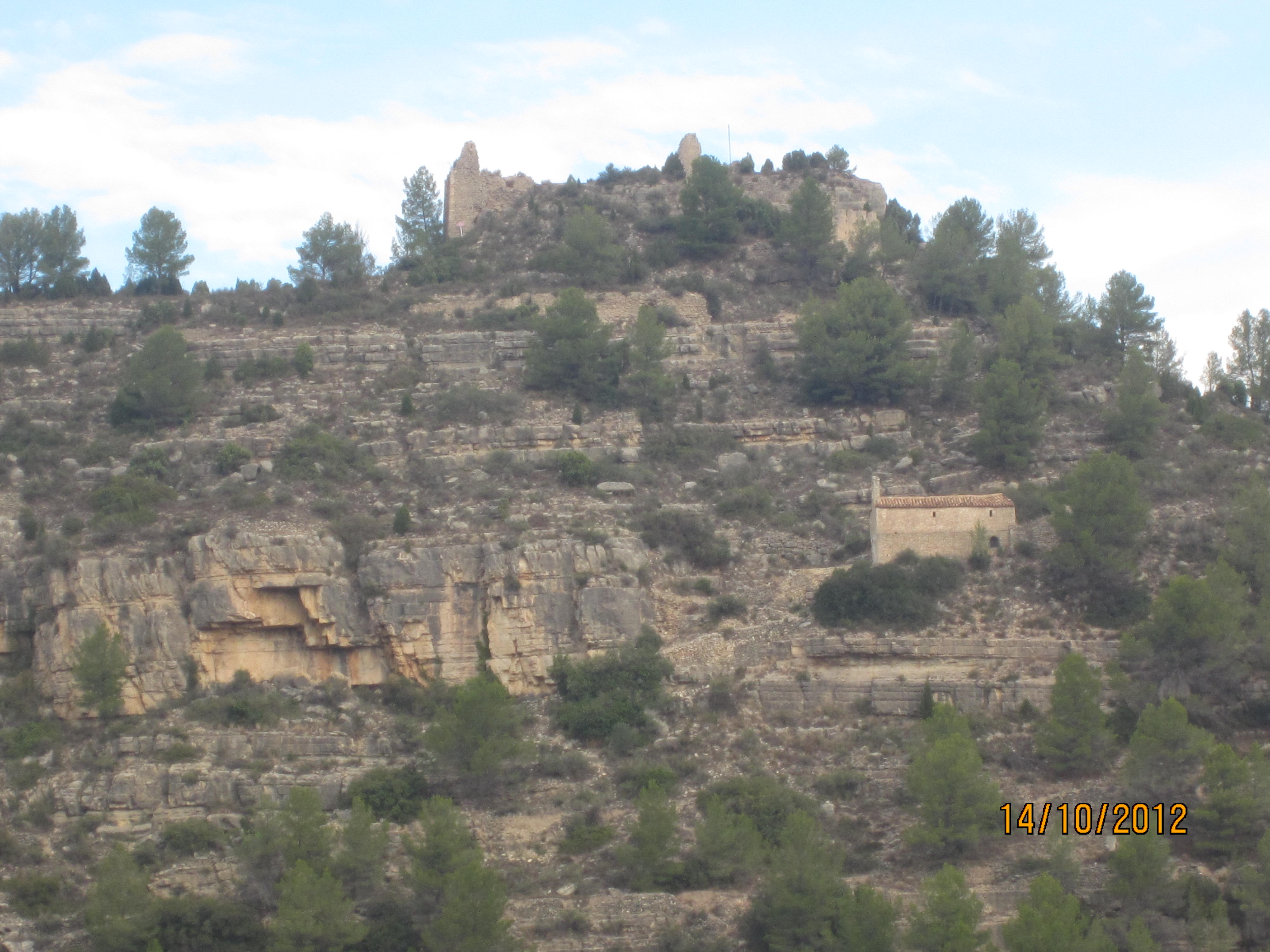
Ermita, aljubs i Castell.
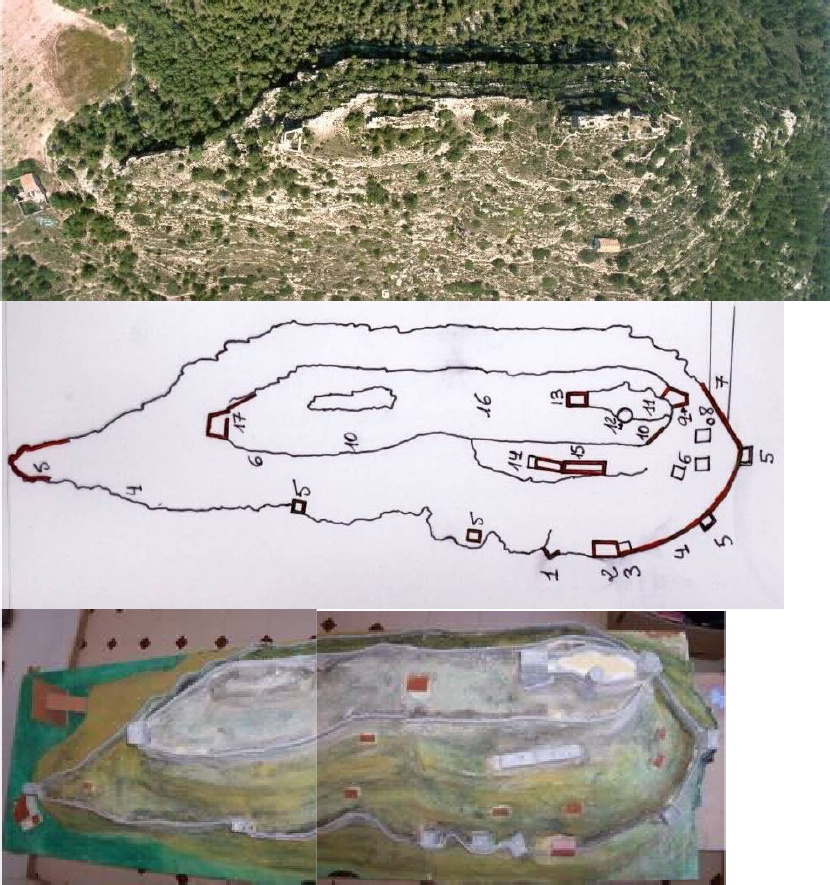
Plànol i maqueta.
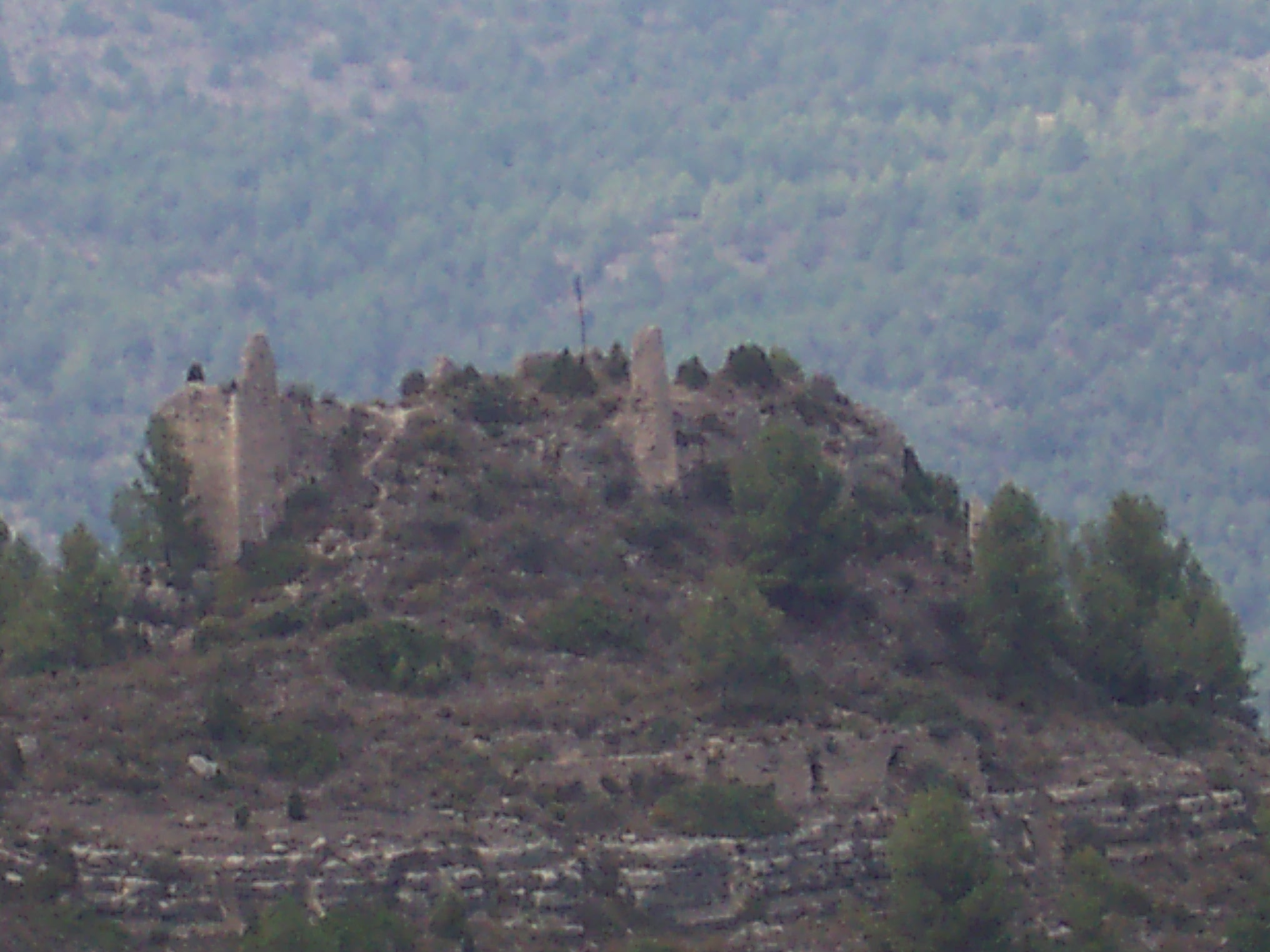
Part superior del Castell.
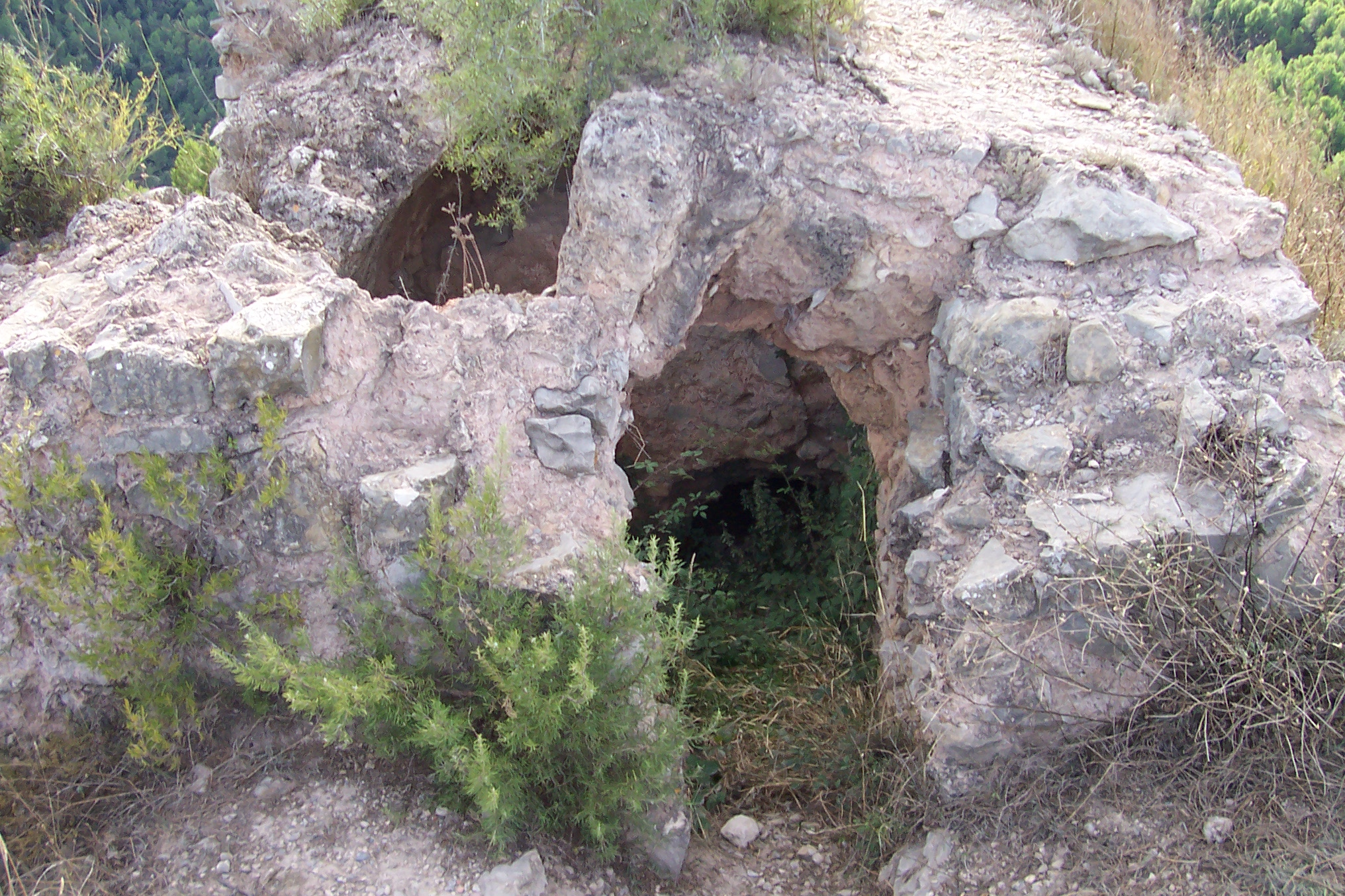
Torre de l'homenatge.
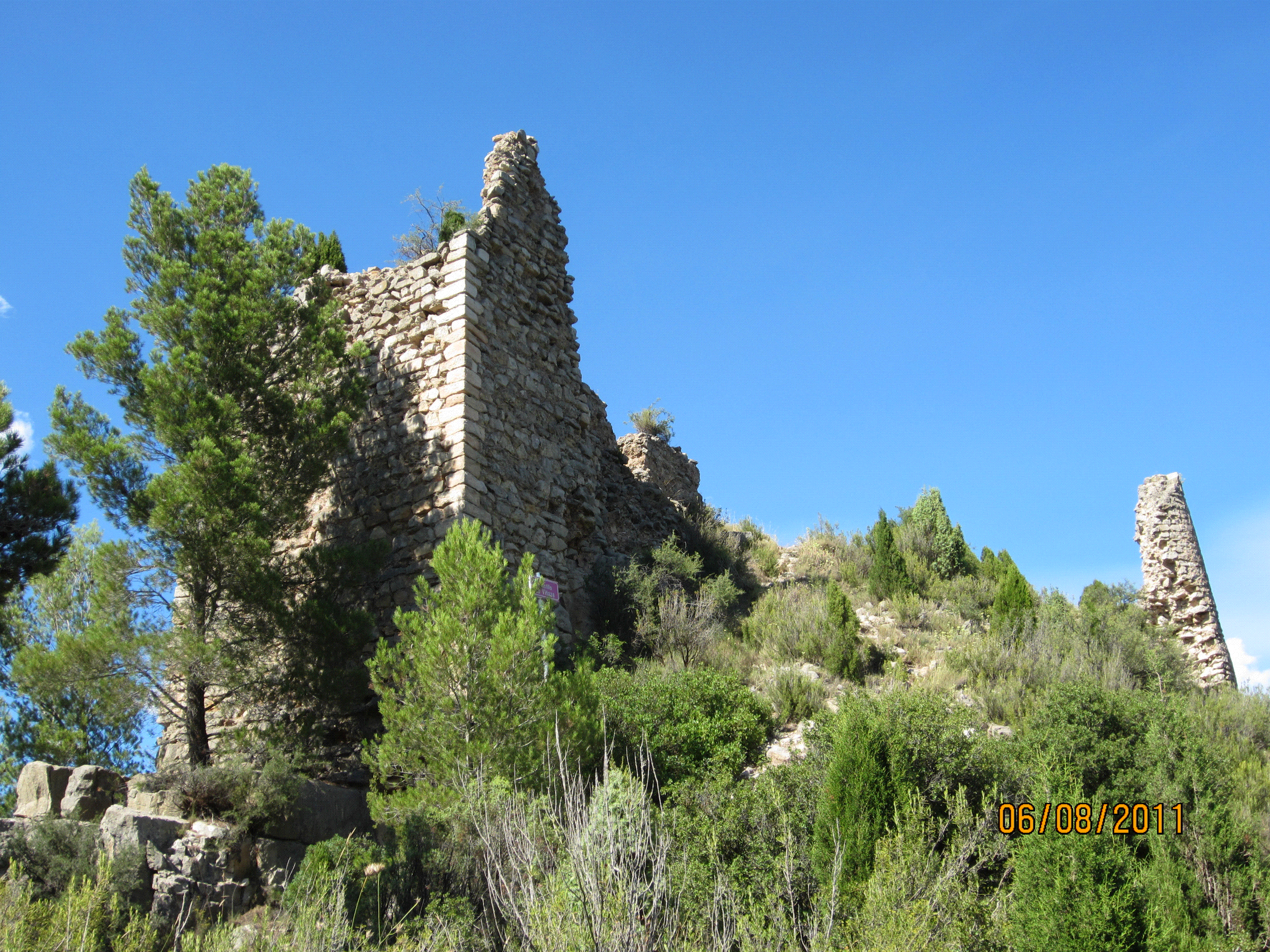
Torre de l'homenatge.

Avall, hi ha la muralla del recinte inferior, a la vora de la plataforma rocosa. Hi destaca una torre, de planta quadrada, la millor conservada, amb merlets orientada al sud-est, amb dos aljubs, i unes Cortines, també amb merlets, construïdes en tàpia.
En el camí d'accés a la fortificació, segons s'hi puja pel promontori, s'hi observen restes dels llenços de muralla i les restes de diverses torres. Al final de la senda s'alçava el portal d'entrada, que es va enderrocar per a la construcció de l'ermita de Nostra Senyora dels Àngels, del segle xiv, ubicada a les faldes del turó.